# 祖马利亚
祖马利亚（義大利語：Zumaglia），是意大利比耶拉省的一个市镇。总面积2平方公里，人口1127人，人口密度563.5人/平方公里（2009年）。ISTAT代码为096083。